# Artur Bernardes
Artur da Silva Bernardes (Viçosa, Minas Gerais, 8 de agosto de 1875-Río de Janeiro, 23 de marzo de 1955) fue un abogado y político brasileño. Fue el 12° presidente de Minas Gerais entre 1918 y 1922 y el 12° presidente de Brasil entre el 15 de noviembre de 1922 y el 15 de noviembre de 1926. Su gobierno vivió la crisis de la Primera República y durante el mismo estuvo vigente, casi de forma ininterrumpida, el estado de sitio. En su larga carrera política, desde 1905 hasta su muerte, fue el principal líder del Partido Republicano Mineiro (PRM) y el fundador y líder del Partido Republicano (PR). Su ideología, el "bernardismo", era identificada por el clavel rojo.
Como presidente provincial de Minas Gerais, fundó la actual Universidad Federal de Viçosa e impidió al inversor estadounidense Percival Farquhar de explorar los yacimientos de hierro de Itabira, cultivando una imagen de nacionalista y municipalista. Candidato de la política del café con leche en las elecciones de 1922, fue objetivo de las cartas falsas y de un intento de golpe de Estado para impedir su toma del cargo, la revuelta de los 18 del Fuerte. Su administración fue impopular en las ciudades, especialmente en Río de Janeiro   e , y a partir de julio de 1924 fue atacada por conspiraciones y revueltas armadas de militares tenentistas.
Los partidos dominantes en los dos estados que se opusieron a su candidatura, Río de Janeiro y Bahía fueron  Os partidos dominantes em dois estados que se opuseram à sua candidatura, o Rio de Janeiro e a Bahia, fueron proscritos bajo presión federal  . En Río Grande del Sur se produjo la Revolución de 1923, en la que el gobierno federal medió por la paz. Su negativa a cualquier amnistía y el uso de la policía política , censura a la prensa     y la represión a militantes obreros, especialmente anarquistas son ejemplos de su actitud intransigente con la oposición., ,   Centenas de militares y civiles murieron en el bombardeo de São Paulo y en la colonia penal de Clevelândia .
La administración también aprobó algunas leyes laborales, aplicó una política económica de austeridad y contracción monetaria, combatiendo la inflación y la pérdida de valor de la moneda, retiró a Brasil de la Liga de las Naciones, realizó una reforma constitucional centralizadora, la única de la constitución de 1891.  y acercó al Estado a la Iglesia Católica. Fuera de la presidencia, participó de las revoluciones de 1930 y 1932 y vio al PRM reducido a una facción minoritaria en Minas Gerais. En sus últimos años, participó de la Campaña del Petróleo. Hombre austero y reservado  , fue idolatrado por sus seguidores y odiado por sus enemigos